# Bruno Bettelheim
Bruno Bettelheim (geboren am 28. August 1903 in Wien; gestorben am 13. März 1990 in Silver Spring, Maryland, USA) war ein US-amerikanisch-österreichischer Psychoanalytiker und Kinderpsychologe. Nach Bettelheims Tod wurden seine Angaben zum eigenen Lebenslauf sowie die wissenschaftliche Substanz seiner Publikationen und seiner Erziehungsmethoden in Frage gestellt.

## Leben

### Österreich
Bruno Bettelheim wuchs in einer wohlhabenden Wiener Familie auf, sein Vater war Sägewerksbesitzer. Bettelheim hatte schon als Vierzehnjähriger Interesse an der Psychoanalyse. Bald bewegte er sich im Kreis um Sigmund Freud und besuchte seine Vorlesungen. An der Universität Wien studierte er erst Germanistik, dann Kunstgeschichte. Schließlich beendete er das Studium der Philosophie. 1938 legte er die Dissertation Das Problem des Naturschönen und die moderne Ästhetik vor, die sich mit Kants Philosophie befasste.

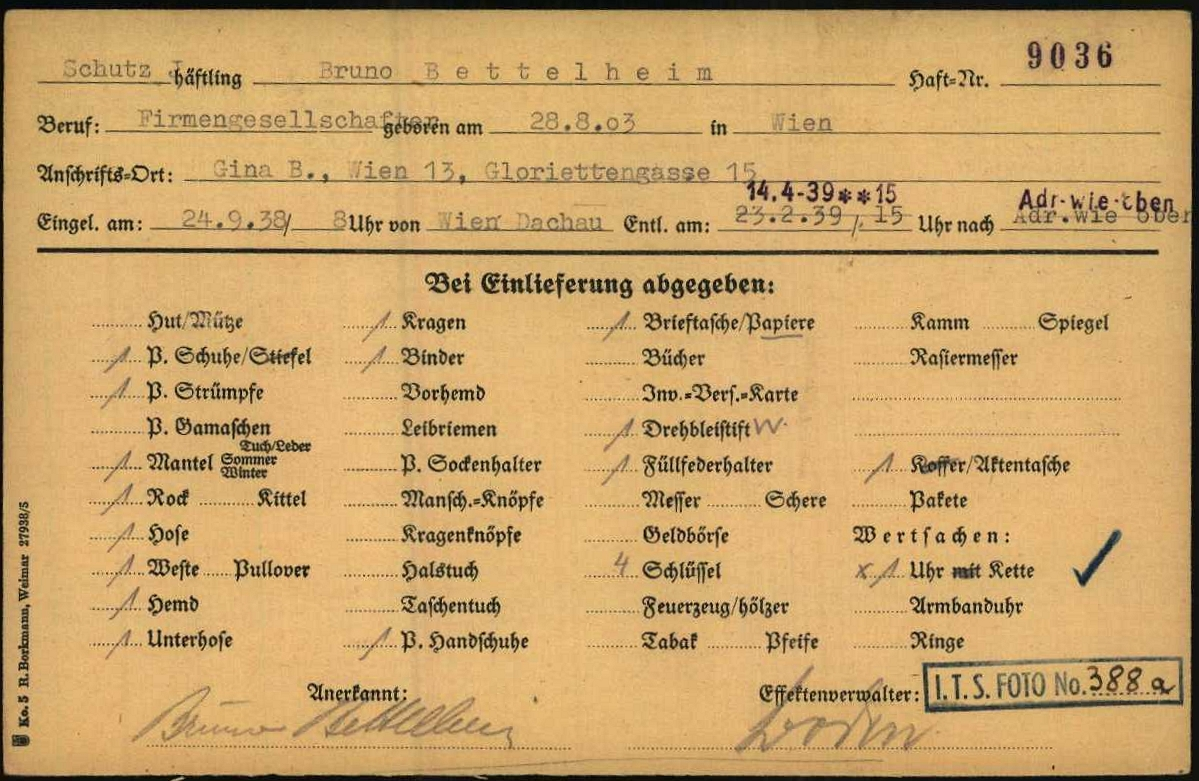
Effektenkarte von Bruno Bettelheim als Gefangener im Konzentrationslager Buchenwald

Am 28. Mai 1938 wurde Bettelheim als Jude im Zuge der sogenannten Juden-Aktion von der Gestapo verhaftet. Er wurde anschließend im KZ Dachau interniert und später in das KZ Buchenwald überführt. Dort freundete er sich mit Ernst Federn – Sohn des bekannten Wiener Psychoanalytikers Paul Federn – an. Gemeinsam entwickelten sie als Überlebensstrategie die Grundlagen einer Psychologie des Terrors. Nach knapp elf Monaten KZ-Aufenthalt wurde ihm aufgrund des Engagements amerikanischer Unterstützer (u. a. Eleanor Roosevelt) 1939 erlaubt, in die USA zu emigrieren. Seine Entlassung aus Buchenwald erfolgte am 14. April 1939.
Die 1941 erfolgte Aberkennung des Doktorats durch die Nationalsozialisten wurde mit Senatsbeschluss der Universität Wien vom 10. April 2003 für nichtig erklärt.

### Deutschland
Der einjährige Aufenthalt in den deutschen Konzentrationslagern Dachau und Buchenwald hat das Leben und die spätere psychologische Arbeit von Bettelheim einschneidend verändert. Nachdem er 1939 nach Amerika emigriert war, dokumentierte er über drei Jahre hinweg mit anderen ehemaligen KZ-Häftlingen die Erlebnisse. Erst aus mehrjähriger Distanz wagte er sich an die Ausarbeitung und Analyse, bei der er sich bewusst um Objektivität bemühte. Im Wesentlichen lassen sich seine Erkenntnisse folgendermaßen zusammenfassen:

#### Überarbeitung der Psychoanalyse nach Freud
Wie Bettelheim darstellt, ging Freud davon aus, dass der „wahre Mensch“ zum überwiegenden Teil aus unbewussten Anteilen gebildet wird und dass der Einfluss der Umwelt vernachlässigend gering sei. Durch seine Erlebnisse im KZ musste Bettelheim erkennen, dass diese Vorstellung nicht länger haltbar war. Im KZ war der Einfluss der Umwelt auf das Individuum so stark, dass sich das Individuum charakterlich innerhalb kürzester Zeit komplett verändert hatte. Er schloss daraus, dass die Methoden der Psychoanalyse auf die spezielle Umgebung einer therapeutischen Praxis reduziert blieben, aber eine allgemeine Aussage über den wahren Menschen von ihr nicht gemacht werden könne. Seine tiefgreifenden Erkenntnisse setzte er in Amerika in einem neuen therapeutischen Konzept um, das er Milieutherapie nannte und in der Orthogenic School in Chicago zur Betreuung seelisch schwer gestörter Kinder umsetzte.

#### Integration innerhalb der Massengesellschaft
Die Ausführungen, die er zum Thema Integration des Individuums in die Massengesellschaft machte, bezogen sich in ihrer extremsten Form auf die Erfahrungen im KZ. Bettelheim betont aber mehrfach, dass die notwendige Erkenntnis über die innere Natur des Menschen nur dann verstanden werden könne, wenn man den Nationalsozialismus und die KZs nicht als überwundene Verbrechen, sondern als systemimmanente Bestandteile eines faschistischen Systems begreife, welches einem Ideal folge. In vielen Beispielen weist er nach, dass das Individuum in der heutigen postindustriellen Gesellschaft noch immer den gleichen Herausforderungen ausgesetzt sei wie die Deutschen im Dritten Reich. Insofern ging es ihm nicht um eine Abrechnung mit den verbrecherischen Methoden der SS und der Gestapo, sondern um das Offenlegen natürlicher Zusammenhänge zwischen gesellschaftlichem Zwang und dem Autonomiebestreben des Individuums.

#### Autonomie und Angst
Bettelheim führt aus, dass es ein Zeichen des Massenstaats ist, dass dieser Druck auf seine Bewohner ausübt. Die Menschen werden z. B. im Bereich der Arbeitszeit zu gravierenden Anpassungen gezwungen. Nach Bettelheim sollte das Individuum, um seine persönliche Reife und volle Integration als Person erhalten zu können, prüfen, inwiefern und auf welche Art es dem auferlegten Arbeitszwang nachkommen will bzw. kann. Wenn der Staat in dieser Frage jedoch sehr viel Zwang ausübt, bleibt dem Individuum kein Entscheidungsspielraum, weil es existentiell bedroht ist, wenn es dem Anspruch des Staates nicht genügen kann bzw. möchte.
Die Folge ist, dass das Individuum sich größtenteils willenlos anpasst bzw. anpassen muss, um in der Gesellschaft, in der es lebt, zu existieren, was im Extremfall zu einem Abbau von Selbstachtung und Identifikation mit der eigenen Lebenssituation und Krise führt.
Ein zentraler Punkt im Erreichen von Autonomie sei dabei die Überwindung von Angst. Wenn die eigene Anpassung an die Anforderungen des Staats unüberwindbare Ängste freisetzt, so findet, wenn dennoch versucht wird, diese Ängste zu überwinden, ein entgegengesetzter Prozess statt: Es kommt zu einer Stagnation, die das Individuum daran hindert, weiterhin nach Autonomie zu streben, weil dies die Desintegration oder zumindest teilweise Ausstoßung aus dem gesellschaftlichen Leben bedeuten würde – es entsteht eine Double-Bind-Struktur, die vordergründig keine Lösung zulässt, solange sie akzeptiert bleibt.
Die Folge ist, dass das Individuum aus der eigenen Existenz und dem eigenen Handeln nicht mehr ausreichend Selbstwertgefühl und Anerkennung finden kann und diese stattdessen in den idealisierten Vorstellungen, die der Staat ihm als Gegenleistung anbietet, sucht und findet. So kann in einer Art Symbioseleistung der narzisstische Selbstwert vorübergehend stabilisiert werden. Im Beispiel des Dritten Reiches forderte das nationalsozialistische System bedingungslose Anpassung des Einzelnen, um ihm einen (scheinbar) glorreichen Platz innerhalb einer bedeutenden „Rasse“ zuzuweisen („Deutschland muss leben, auch wenn ich sterben muss“).

#### Autonomie und Trägheit
Laut Bettelheim braucht das Individuum für das Aufrechterhalten seiner Autonomie eine permanente Überprüfung der Lebenswirklichkeit. Entzieht der Staat seinen Bürgern sukzessiv die Gestaltungsräume, dann zwingt er diese zum Widerstand. Wird auch dieser Widerstand gebrochen, so verwandelt sich die gesamte Gesellschaft Schritt für Schritt in eine kollektive Desintegration, bei der die eigene Angst vor Veränderung zugunsten einer seelischen Trägheit ausgetauscht wird.
Konkret macht Bettelheim diese Beobachtung am Beispiel der Juden im Dritten Reich deutlich: Zunächst schränkte das nationalsozialistische System nur die Geschäftstätigkeit der Juden ein und hoffte, diese so zur Emigration zwingen zu können. Dies taten jedoch nur wenige. Die Mehrheit der Juden passte sich an und war davon überzeugt, dass das Leben für sie irgendwie weitergehen könne. In der Folge wurden die Rechte und Freiheiten der Juden immer weiter eingeschränkt, ohne dass es zu großem Widerstand kam. Laut Bettelheim hätte diese zu beobachtende Trägheit der Juden die Nationalsozialisten erst auf den Gedanken gebracht, sie massenweise vernichten zu können. So stellt Bettelheim die Frage, wie sich Hunderte von Juden von einem einzigen SS-Mann widerstandslos in die Gaskammern führen ließen, wo sie diesen problemlos hätten überwältigen können. Er erklärt dieses Verhalten mit der völligen Desintegration der Menschen, die nicht mehr den geringsten Impuls zum Widerstand verspüren konnten.

#### Zwang und Bedürfnisse
Bettelheim führt aus, dass das Individuum in der Massengesellschaft zwischen den Polen Zwang und Bedürfnisse operieren müsse. Werden die Anpassungen in Richtung Zwang zu stark, könne das Individuum seine Bedürfnisse nicht mehr wahrnehmen und diese daher auch nicht mehr integrieren. Führe die Anpassung zu stark in Richtung Bedürfnisse, dann zerfalle die Gesellschaft in Einzelpersonen. In jedem Fall aber sei die Anpassungsleistung eine spezifisch auf die Situation zugeschnittene Maßnahme, bei der das Individuum abwägen müsse, was seinen Bedürfnissen am ehesten gerecht werde.
Um diese seelische Balance herzustellen, müssen dem Individuum aber zunächst einmal seine Bedürfnisse (nicht Wünsche) bewusst sein. Hier sieht Bettelheim seine zentrale Forderung, wenn er schreibt, wir dürften uns nicht mehr mit einem Leben zufriedengeben, in dem die Bedürfnisse unseres Gefühls dem Verstand fremd seien. Er mahnt eindringlich in der Aufarbeitung der Naziherrschaft die Entwicklung nicht mit der Überwindung des Bösen zu erklären. Vielmehr sei die menschenverachtende Entwicklung des Dritten Reichs die natürliche Folge der systematischen Entindividualisierung einer ganzen Gesellschaft. Auch wenn es weder Gestapo noch Konzentrationslager mehr gibt, besteht das Spannungsfeld zwischen Massenstaat und Individuum unverändert fort.

#### Autistische Störung aufgrund emotionaler Kälte
Auf einem anderen Feld argumentierte Bettelheim nach der Aufarbeitung seiner KZ-Erfahrungen folgendermaßen: Er vergleicht das Lebensgefühl von autistischen Kindern mit der Gefühlslage der KZ-Häftlinge. Beide hätten extreme seelische Deformationen zu erleiden, da sie von ihrer Umwelt die Botschaft erhielten, dass es besser sei, sie wären tot. Er beobachtete, dass Häftlinge, die noch einen Rest an Kontakt zu einem Menschen außerhalb des Lagers aufrechterhalten konnten, eine wesentlich höhere Überlebenschance gehabt hätten. Häftlinge, die jede Verbindung zu einem anderen Menschen verloren hatten und nur noch in der tödlichen Wirklichkeit der Lager existieren mussten, starben meist schnell.
Diese These band er in die Behandlung seelisch schwer gestörter Kinder in der Orthogenic School ein und kam zur Erkenntnis, dass eine seelisch kalte Mutter das Entstehen eines Selbst im Kind so gravierend stören kann, dass es unfähig wird, soziale Kontakte aufzubauen und unter den Symptomen des autistischen Formenkreises zu leiden beginnt. Diese Erkenntnis wurde in der damaligen Zeit sehr kontrovers diskutiert.

### Vereinigte Staaten
Seine Erfahrungen mit Extremsituationen im Konzentrationslager analysierte er 1943 in seinem Aufsatz Individual and Mass Behavior in Extreme Situations, welcher auf Deutsch in seinem Buch Aufstand gegen die Masse publiziert wurde.
In den USA wurde Bettelheim zunächst Forschungsassistent an der University of Chicago. 1944 wurde er Leiter der dortigen „Orthogenic School“ und Assistenzprofessor für Kinder- und Jugendpsychologie, -psychiatrie und -pädagogik. Die Einrichtung war von ihm so genannt worden, um die Kinder für ihren späteren Werdegang weniger zu stigmatisieren. Zu einem seiner dortigen Schwerpunkte zählte die Behandlung autistischer Kinder, wobei er eine eigene, psychoanalytisch geprägte Theorie über Ursache und Genese des Autismus entwickelte. Nach Auffassung Bettelheims stellen die Haltung der Eltern gegenüber dem Kind, ihr Umgang mit den Bedürfnissen des Kindes und vor allem die Reinlichkeitserziehung des Kindes wesentliche Ursachen für die Entstehung von Autismus – von Bettelheim als Rückzug der Kinder aus einer feindseligen Welt interpretiert – dar. An der „Orthogenic School“ erarbeitete er mit der Unterstützung des Dekans der Chicagoer Universität, Ralph W. Tyler, die Milieutherapie, die wesentliche Weiterentwicklungen zu der bis dahin praktizierten analytischen Psychotherapie hervorbrachte.
Ab 1952 bis zu seiner Emeritierung 1973 war er ordentlicher Professor. 1971 wurde er in die American Academy of Arts and Sciences gewählt.
In seinem 1976 veröffentlichten Buch Kinder brauchen Märchen (The Uses of Enchantment) interpretierte er die Volksmärchen der Brüder Grimm psychoanalytisch. Nach seiner Auffassung machen sie den Unterschied zwischen Lustprinzip und Verantwortungsprinzip deutlich. Trotz aller Grausamkeiten hielt er die Märchen für wertvoll, weil sie stets gut ausgingen. Den traurigen Kunstmärchen von Hans Christian Andersen fehle oftmals diese positive Perspektive. Bettelheim sieht die von ihm besprochenen Volksmärchen als Weg an, den „ungeheuren Abgrund zwischen den inneren Erfahrungen und der realen Welt“ zu überbrücken und innerlich zu wachsen.
Bettelheims Werke zeichnen sich durch ein Plädoyer für Humanität und Verständnis aus. Er galt in Europa und den USA jahrzehntelang als moralische und fachliche Autorität für Kindererziehung.
Bettelheim wurde zum Träger des Dr.-Leopold-Lucas-Preises der Universität Tübingen für das Jahr 1990 bestimmt. Die Verleihung war für den 15. Mai 1990 in Tübingen vorgesehen. Doch bereits am 13. März (dem Jahrestag des „Anschlusses“, genauer des Wiedervereinigungsgesetzes der deutschen und der österreichischen Regierung am Tag nach dem Einmarsch) desselben Jahres, sechs Jahre nach dem Tod seiner zweiten Ehefrau Trude und nach einem Schlaganfall, nahm sich Bettelheim das Leben. Er hinterließ einen Abschiedsbrief an seine drei erwachsenen Kinder: zwei Töchter und einen Sohn.

## Kritik

### Theorie der Kühlschrankmutter
An Bettelheim wird häufig kritisiert, in seiner Theorie über die Entstehung des Autismus werde Erziehungsfehlern der Mütter während der ersten Lebensjahre des Kindes eine besondere Bedeutung zugemessen („Kühlschrankmutter“).

### Gewaltvorwürfe
Kurz nach Bettelheims Tod wurden Vorwürfe wegen seines Verhaltens gegenüber den anvertrauten Kindern erhoben. Unter anderem erschien im amerikanischen Nachrichtenmagazin Newsweek ein Artikel mit dem Titel Benno Brutalheim. Bettelheim habe die Ergebnisse seiner wissenschaftlichen Arbeit gefälscht und Kinder in der Orthogenic School geschlagen, darunter auch Kinder mit Autismus.
Die „Züchtigungen“ seien zum Teil spontan, öffentlich und aus für die Kinder nicht einsehbaren Gründen erfolgt, so die Aussage von ehemaligen Patienten. Etwa habe der Psychoanalytiker Bettelheim unbeabsichtigten Körperkontakt eines Kindes mit anderen Kindern beim gemeinsamen Sport als Manifestation unbewusster Aggression wahrgenommen. In Chicagoer Psychoanalytikerkreisen sei von Bettelheim daher schon Jahre vor seinem Tod als „Benno Brutalheim“ gesprochen worden.
Zu den ursprünglichen Kritikern zählte Richard Pollak, ehemaliger Herausgeber des Magazins The Nation, dessen Bruder in Bettelheims Obhut Suizid verübte. Zurückgewiesen durch Bettelheim und mit den Hintergründen über den Tod seines Bruders konfrontiert, stellt er in seiner Biografie Bettelheims dessen Lauterkeit in Frage. Die Vorwürfe wurden seither aus verschiedenen Perspektiven kritisch reflektiert.

### Kritik der Deutung der KZ-Insassen
Eine scharfe Kritik an Bettelheims Bild der Shoah sowie seinen Vorstellungen vom Verhalten und der psychischen Verfassung der KZ-Insassen formulierten im Jahr 1970 Jacob Robinson in seinem Buch Psychoanalysis in a Vacuum sowie 1976 und 1979 der Literaturwissenschaftler Terrence Des Pres, der auf einer breiten Basis von Überlebenden-Berichten argumentiert. Vor allem Bettelheims These einer infantilen Regression der Insassen und seine Vorwürfe, Gefangene hätten sich mit der SS identifiziert, werden von Des Pres einer Kritik unterzogen. Sehr bezweifelt wird auch die Basis von Bettelheims psychologischen Studien an KZ-Häftlingen. Er will während seines zehnmonatigen KZ-Aufenthalts 1500 Häftlinge persönlich interviewt haben. Das erscheint angesichts der strengen Haftbedingungen in Buchenwald und Dachau nicht durchführbar.

## In der Popkultur
Der britische Pop-Rock-Musikers Peter Gabriel hatte die Idee zu seinem Lied Kiss That Frog und dem dazugehörigen Musikvideo von Brett Leonard aus einem Buch von Bruno Bettelheim mit dem Titel The Uses of Enchantment. In dem Liedtext geht es um das Märchen von dem Frosch und der Prinzessin aus den Kinder- und Hausmärchen der Brüder Grimm in Bezug auf die Sexualität. Die Botschaft ist, dass der Frosch, wenn er akzeptiert wird, ein Prinz werden kann. Das verrät die tiefe Sehnsucht der Männer in sich, durch die Liebe einer Frau verwandelt zu werden. Der Song beginnt mit der Einladung an uns alle, einen Vertrauensvorschuss zu wagen.

## Werke

### Aufsätze
- Individual and Mass Behavior in Extreme Situations. In: Journal of Abnormal and Social Psychology. Band 38, 1943, S. 417–452.
- Joey: A "Mechanical Boy". In: Scientific American. Band 200, March 1959, S. 117–126.

### Monografien
- mit Morris Janowitz: Dynamics of Prejudice. A Psychological and Sociological Study of Veterans. Harper & Brothers, New York 1950.
- Love Is Not Enough: The Treatment of Emotionally Disturbed Children. Free Press, Glencoe, Ill. 1950.
  - deutsch: Liebe allein genügt nicht: die Erziehung emotional gestörter Kinder. ISBN 3-608-95776-6.
- Symbolic Wounds. Puberty Rites and the Envious Male. Free Press, Glencoe, Ill. 1954.
  - deutsch: Symbolische Wunden: Pubertätsriten und der Neid des Mannes. ISBN 3-596-27322-6.
- Truants From Life. The Rehabilitation of Emotionally Disturbed Children. Free Press, Glencoe, Ill. 1955
  - deutsch: So können sie nicht leben: die Rehabilitierung emotional gestörter Kinder. ISBN 3-608-94270-X.
- The Informed Heart: Autonomy in a Mass Age. The Free Press, Glencoe, Ill. 1960.
  - deutsch: Aufstand gegen die Masse. Die Chance des Individuums in der modernen Gesellschaft. Kindler, 1980, ISBN 3-596-42217-5.
- Dialogues with Mothers. The Free Press, Glencoe, Ill. 1962.
  - deutsch: Gespräche mit Müttern. ISBN 3-492-10155-0.
- The Empty Fortress: Infantile autism and the birth of the self. The Free Press, New York, 1967.
  - deutsch: Die Geburt des Selbst. The Empty Fortress. Erfolgreiche Therapie autistischer Kinder. ISBN 3-596-42247-7.
- The Children of the Dream, Macmillan, London / New York 1969.
  - deutsch: Die Kinder der Zukunft. Gemeinschaftserziehung als Weg einer neuen Pädagogik. ISBN 3-423-00888-1.
- A Home for the Heart. Knopf, New York 1974.
  - deutsch: Der Weg aus dem Labyrinth: leben lernen als Therapie. ISBN 3-423-15051-3.
- The Uses of Enchantment: The Meaning and Importance of Fairy Tales. Knopf, New York 1976.
  - deutsch: Kinder brauchen Märchen. ISBN 3-423-08495-2.
- Surviving and Other Essays. Knopf, New York 1979.
  - deutsch: Erziehung zum Überleben. Zur Psychologie der Extremsituation. 1982, ISBN 3-423-15056-4.
- On Learning to Read: The Child's Fascination with Meaning. (mit Karen Zelan). Knopf, New York 1982.
  - deutsch: Kinder brauchen Bücher: Lesen lernen durch Faszination. ISBN 3-423-35026-1.
- Freud and Man's Soul. Knopf, New York 1982.
  - deutsch: Freud und die Seele des Menschen. ISBN 3-423-15026-2.
- A Good Enough Parent: A book on Child-Rearing. Knopf, New York 1987.
  - deutsch: Ein Leben für Kinder. Erziehung in unserer Zeit, ISBN 3-407-22021-9.
- Un autre regard sur la folie.
  - deutsch: Liebe als Therapie: Gespräche über das Seelenleben des Kindes. 1989, ISBN 3-492-10257-3.
- Freud's Vienna and Other Essays. Knopf, New York 1990.
  - deutsch: Themen meines Lebens: Essays über Psychoanalyse, Kindererziehung und das jüdische Schicksal. ISBN 3-423-35062-8.